# 蒂维耶 (康塔尔省)
蒂维耶（法語：Tiviers，法語發音：[tivje]）是法国康塔尔省的一个市镇，属于圣弗卢尔区。

## 地理
蒂维耶（45°3'40"N, 3°9'31"E）面积13.53 平方千米，位于法国奥弗涅-罗讷-阿尔卑斯大区康塔爾省，该省份为法国中南部省份，位于法國中央高原中心，北起科雷兹省、上盧瓦爾省和多姆山省，西接洛特省和科雷兹省，南至阿韦龙省和洛特省，东临上盧瓦爾省和洛泽尔省。
与蒂维耶接壤的市镇（或旧市镇、城区）包括：拉斯蒂克、芒蒂耶尔、蒙尚、圣乔治、瓦布尔、维耶伊莱斯佩斯。

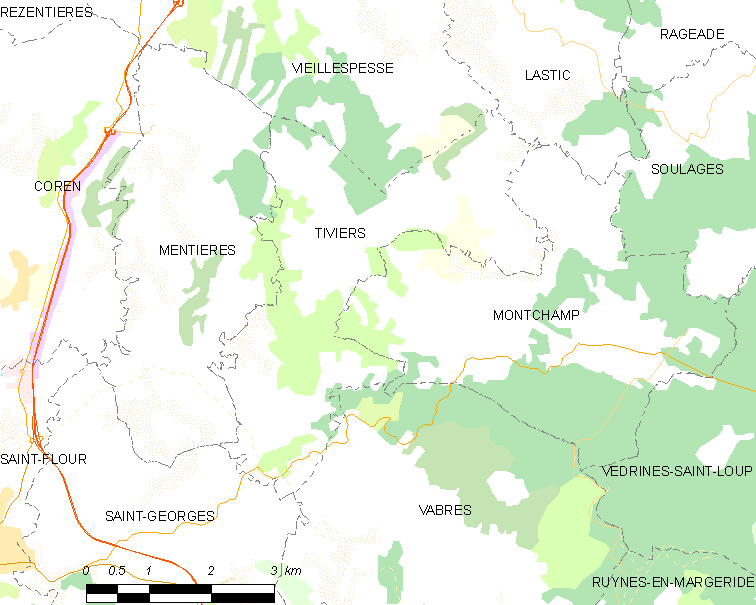
的OSM定位图

蒂维耶的时区为UTC+01:00、UTC+02:00（夏令时）。

## 行政
蒂维耶的邮政编码为15100，INSEE市镇编码为15237。

## 政治
蒂维耶所属的省级选区为圣弗卢尔第一县。

## 人口

1962-2008年间人口变化图示

蒂维耶于2022年1月1日时的人口数量为164人。